# Сан-Сальвадор (вулкан)
Сан-Сальвадо́р (исп. San Salvador) — вулкан, расположенный в центральной части Сальвадора, в одноимённом департаменте, рядом со столицей страны — Сан-Сальвадор. Западные районы города фактически находятся на его склонах. Из-за непосредственной близости, у любой геологической активности вулкана есть потенциал полностью уничтожить город. За свою историю Сан-Сальвадор несколько раз подвергался серьёзным разрушениям во время сильных землетрясений в 1798, 1854, 1873, 1965 годах, последнее было в 1987 году.

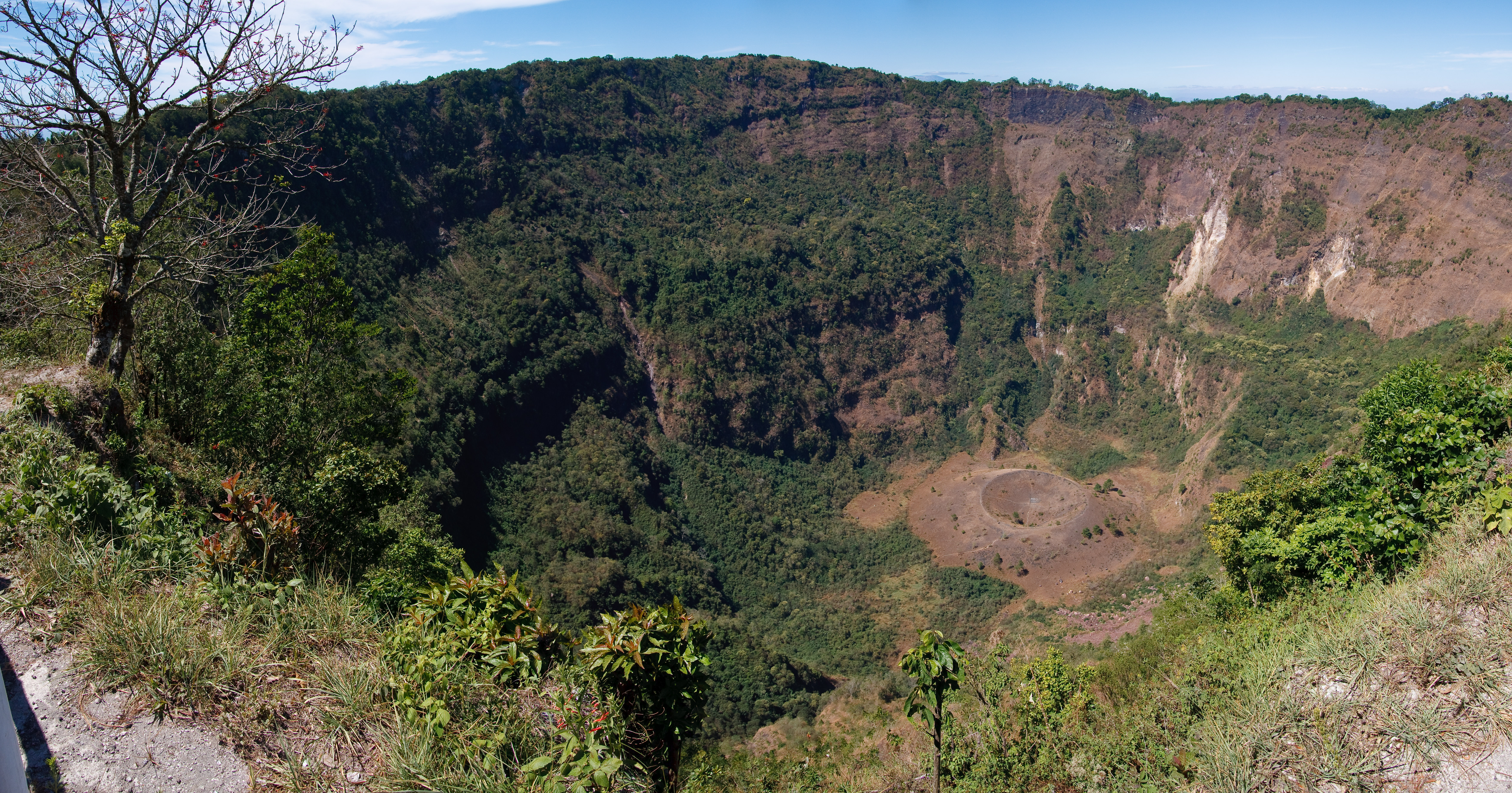
Кратер вулкана